# حدس

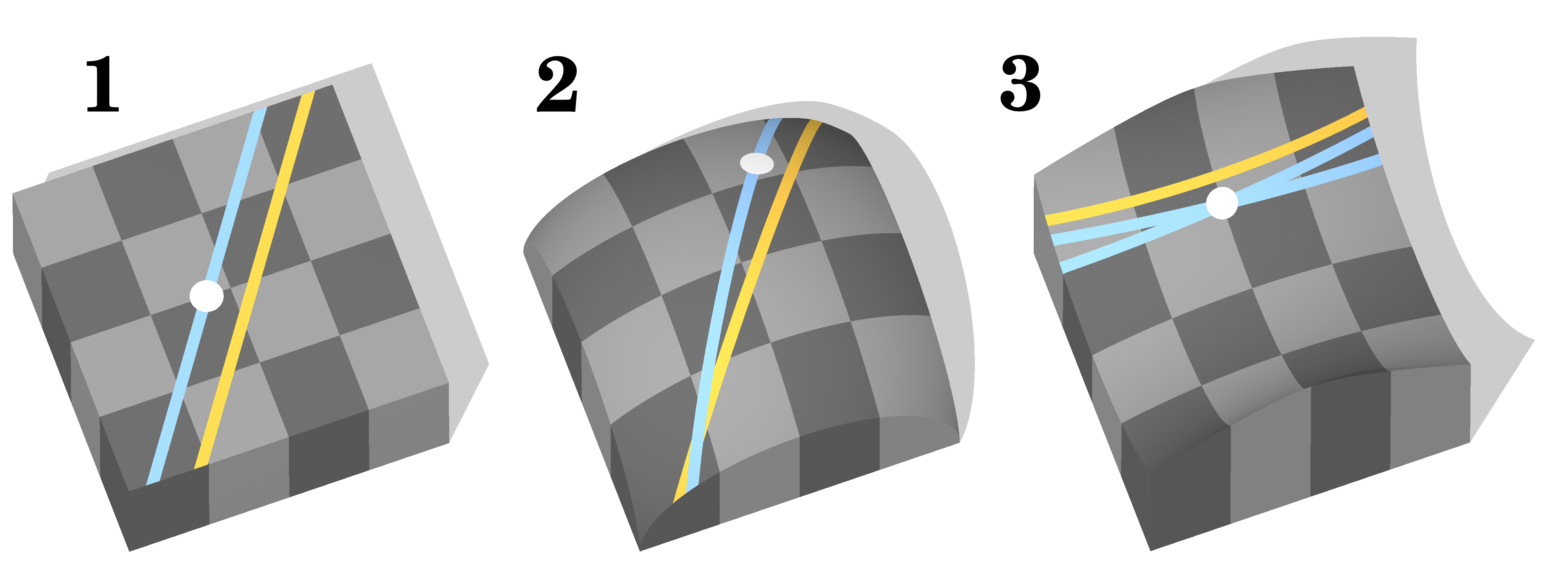
حدس ریاضی

در ریاضی، حَدس گزاره‌ای است مبتنی بر اطلاعات ناکامل که برای آن هیچ اثباتی یافت نشده است. حدس‌ها بیشتر تاریخ ریاضیات را شکل و باعث ایجاد بخش‌هایی جدید از ریاضیات شده‌اند که در واقع شکل‌گیری آن‌ها به دلیل وجود اثبات آنها (حدس‌ها) بوده است اما پایه‌های ریاضی بر روی حدس چیده نمی‌شود؛ زیرا ممکن است نادرست باشد.

## حدس‌های مشهور
- حدس گلدباخ
- حدس کولاتز
- حدس اردوش-فابر-لوواش
- حدس پوانکاره